# Ypthima albida
Ypthima albida is een vlinder uit de onderfamilie Satyrinae van de familie Nymphalidae. De wetenschappelijke naam van de soort is voor het eerst geldig gepubliceerd in 1888 door Arthur Gardiner Butler.